# Paula Holmqvist
Paula Katarina Holmqvist, född Magnusson 4 februari 1964 i Rölanda församling i Älvsborgs län, är en svensk socialdemokratisk politiker, som var riksdagsledamot 2014–2024.
Holmqvist valdes första gången in i riksdagen för Västra Götalands läns norra valkrets i riksdagsvalet 2014. Som riksdagsledamot var hon ledamot i försvarsutskottet och i arbetsmarknadsutskottet. Under våren 2024 valde hon att lämna riksdagen. Orsaken var bland annat stridigheter i partidistriktet.
Holmqvist är utbildad undersköterska och har jobbat inom vården sedan 1983. Han har haft fackliga uppdrag inom Kommunal sedan år 2000.. Hon var 2017–2019 ordförande för S-kvinnor i Fyrbodal, och 2019–2023 ordförande för Socialdemokraternas partidistrikt i Fyrbodal. Hon har vid ett flertal tillfällen debatterat mot rasism.
Holmqvist är bosatt i Dals-Eds kommun.